# Лахколамен (станция)
Ла́хкола́мен (фин. Lahkolamen) — грузо-пассажирская железнодорожная станция Октябрьской железной дороги на 49,8 км перегона Найстенъярви — Поросозеро Западно-Карельской магистрали.

## Общие сведения
Станция  территориально расположена в посёлке Лахколампи Найстенъярвского сельского поселения Суоярвского района Карелии.
Сдана в эксплуатацию 30 сентября 1956 года в составе первой очереди Западно-Карельской магистрали.
В нечётной (северной) горловине к станции примыкает подъездной путь от погрузочной площадки карьера Калалампи (ООО «ФинансБюро»).
Станция оборудована постом ЭЦ для обеспечения автоблокировки на линии. В середине 2010-х годов на станции были установлены современный пассажирский павильон и новые информационные таблички. Также была выложена тротуарной плиткой новая пассажирская платформа. Пассажирское здание и билетная касса отсутствуют. Билеты приобретаются в штабном вагоне у начальника поезда. На станции останавливаются все проходящие пассажирские поезда.

## Пассажирское движение
По состоянию на 2019 год по станции проходят пассажирские поезда дальнего следования: № 680 сообщением Петрозаводск — Костомукша — Петрозаводск и № 350 сообщением Санкт-Петербург — Костомукша — Санкт-Петербург.
| Сезонное обращение поездов                 |
| ------------------------------------------ |
| Костомукша - Петрозаводск №680А            |
| Петрозаводск - Костомукша №680Ч            |
| Костомукша - Анапа №680А (Бесперес. вагон) |
| Анапа - Костомукша №293С (Бесперес. вагон) |

| Круглогодичное обращение поездов                   |
| -------------------------------------------------- |
| Костомукша - Санкт-Петербург №350В                 |
| Санкт-Петербург-Костомукша №350А                   |
| Костомукша - Петрозаводск №350В (Бесперес. вагоны) |
| Петрозаводск - Костомукша №682А (Бесперес. вагоны) |

## Галерея

Станция Лахколамен
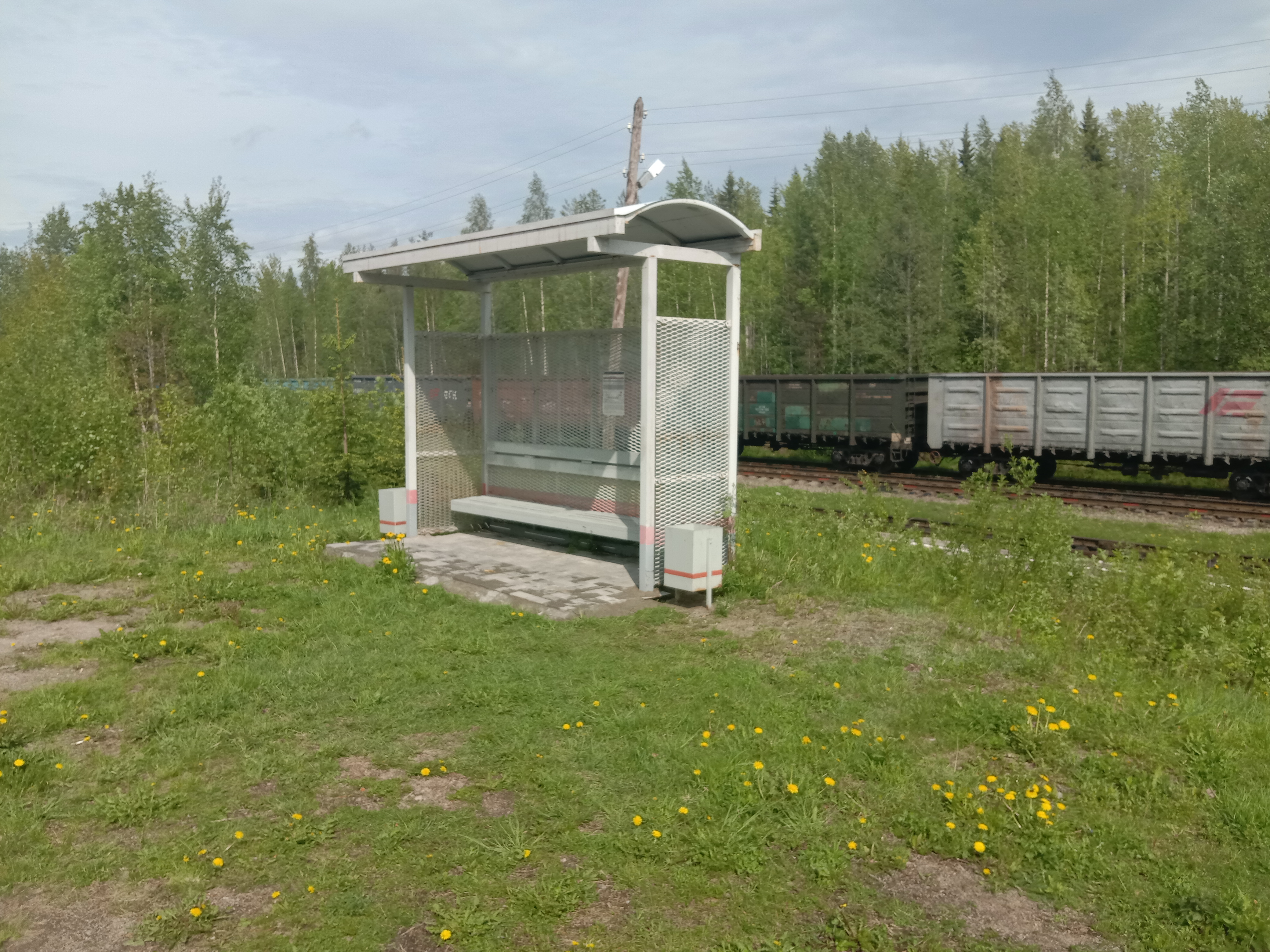
Пассажирский павильон.
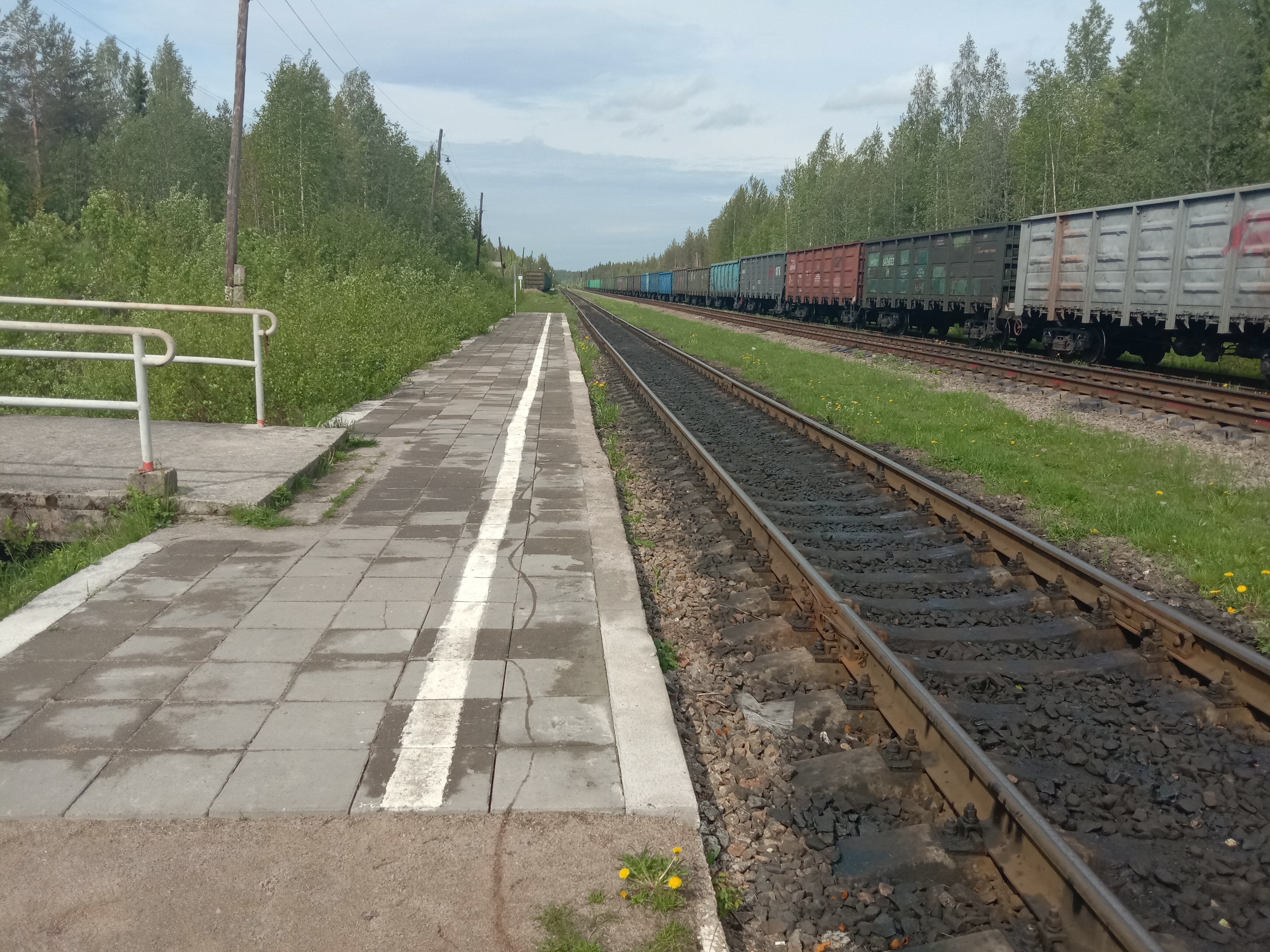
Вид в сторону Тумасозера.
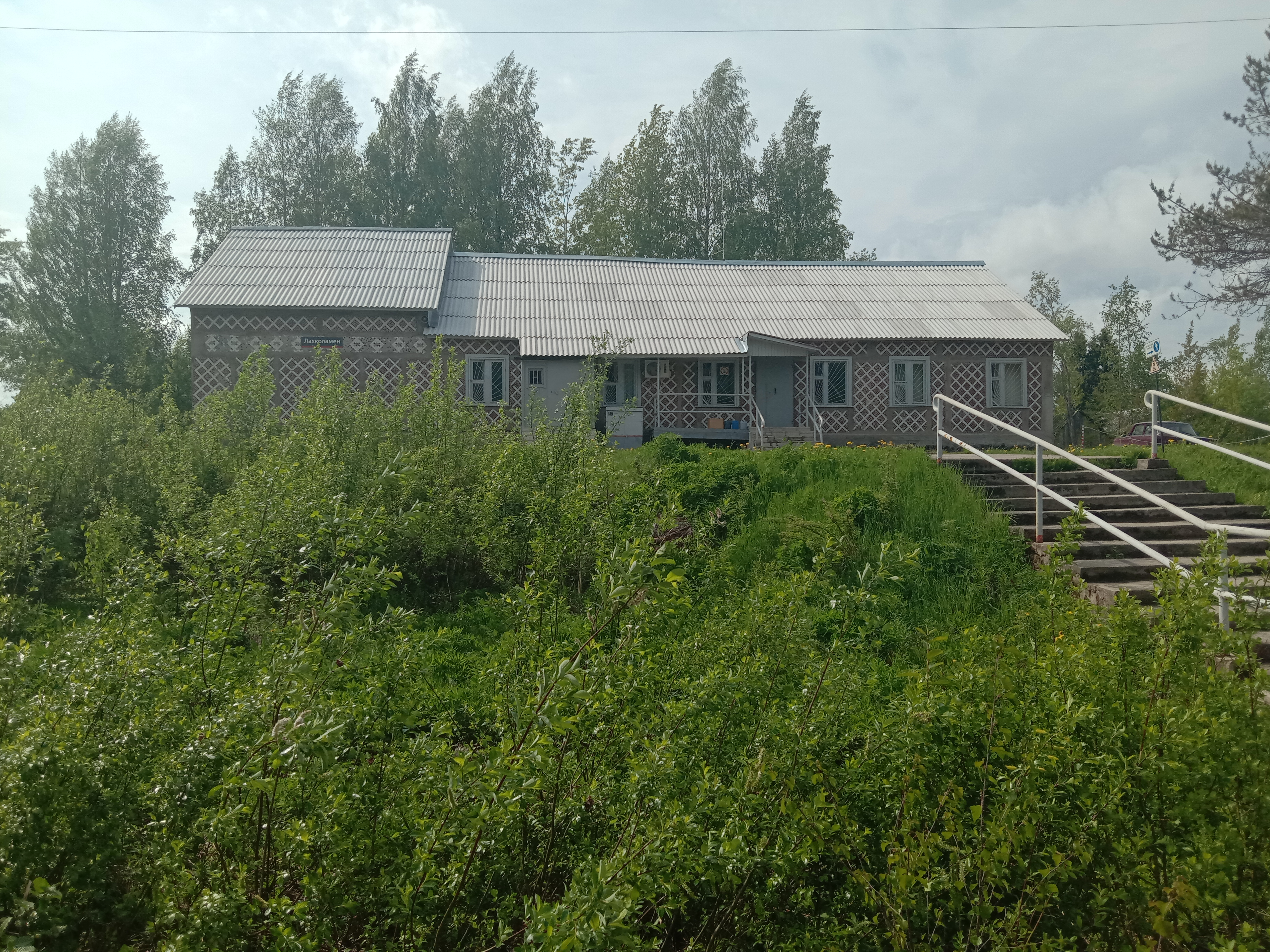
Пост электрической централизации.
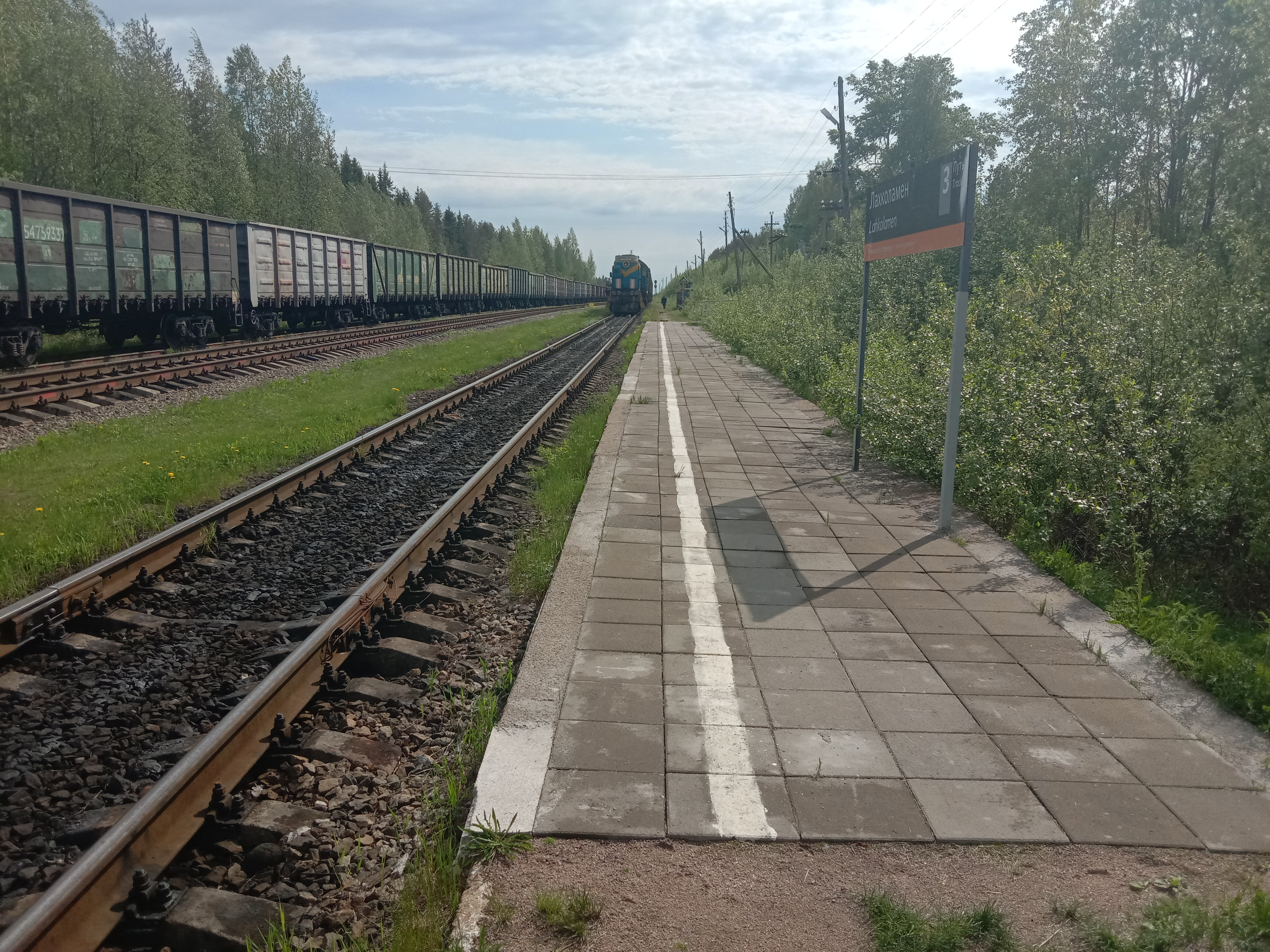
Вид в сторону Найстенъярви.